# David Wohlabaugh
David Vincent Wohlabaugh, né le 13 avril 1972 à Hamburg (État de New York), est un ancien joueur professionnel de football américain qui a été un centre pendant neuf saisons dans la National Football League (NFL).

## Carrière sportive
Il joue au football américain universitaire pour l'Orange de Syracuse. Wohlabaugh est sélectionné au quatrième tour de la draft 1995 de la NFL. Il commence le Super Bowl XXXI pour les New England Patriots. Après la saison de 1998, Wohlabaugh signe un contrat de sept ans avec une expansion des Browns de Cleveland, d'une valeur de 26,25 millions de dollars. À l'époque, cela fait de Wohlabaugh le centre le mieux payé de l'histoire de la NFL. Il joue également pour les Rams de Saint-Louis.